# Адміністративний устрій Зборівського району
Адміністративний устрій Зборівського району — адміністративно-територіальний поділ Зборівського району Тернопільської області на 1 міську громаду міста обласного значення, 1 міську громаду міста районного значення, 1 селищну громаду, 2 сільські громади та 11 сільських рад, які об'єднують 92 населені пункти та підпорядковані Зборівській районній раді. Адміністративний центр — місто Зборів.

## Список громадЗборівського району
- Зборівська міська громада
- Залозецька селищна громада
- Млиновецька сільська громада
- Озернянська сільська громада
- Тернопільська міська громада

## Список радЗборівського району
| №  | Назва                       | Центр            | Населені пункти                                       | Площа км² | Місце за площею | Населення (2001), осіб | Місце за населенням |
| -- | --------------------------- | ---------------- | ----------------------------------------------------- | --------- | --------------- | ---------------------- | ------------------- |
| 1  | Бзовицька сільська рада     | с. Бзовиця       | с. Бзовиця                                            | 9,060     | 6               | 289                    | 43                  |
| 2  | Висиповецька сільська рада  | с. Висипівці     | с. Висипівці с. Воробіївка с. Кокутківці с. Серединці | 4,405     | 13              | 922                    | 18                  |
| 3  | Гає-Розтоцька сільська рада | с. Гаї-Розтоцькі | с. Гаї-Розтоцькі                                      | 15,100    | 3               | 1050                   | 11                  |
| 4  | Городищенська сільська рада | с. Городище      | с. Городище с. Носівці                                | 1,040     | 41              | 278                    | 44                  |
| 5  | Гукалівська сільська рада   | с. Гукалівці     | с. Гукалівці с. Лопушани                              | 2,219     | 27              | 430                    | 39                  |
| 6  | Загір'янська сільська рада  | с. Загір'я       | с. Загір'я                                            | 23,000    | 2               | 1227                   | 8                   |
| 7  | Мильнівська сільська рада   | с. Мильне        | с. Мильне с. Бліх                                     | 3,878     | 16              | 1392                   | 5                   |
| 8  | Мшанецька сільська рада     | с. Мшанець       | с. Мшанець с. Дітківці с. Хомівка                     | 3,540     | 18              | 1343                   | 7                   |
| 9  | Нестерівська сільська рада  | с. Нестерівці    | с. Нестерівці                                         | 1,742     | 35              | 404                    | 41                  |
| 10 | Панасівська сільська рада   | с. Панасівка     | с. Панасівка с. Чорний Ліс                            | 4,310     | 15              | 777                    | 25                  |
| 11 | Ренівська сільська рада     | с. Ренів         | с. Ренів                                              | 1,016     | 42              | 930                    | 17                  |

* Примітки: м. — місто, с-ще — селище, смт — селище міського типу, с. — село